# Aimen Benabid
Pour les articles homonymes, voir Benabid.
Aimen Benabid (en arabe : أيمن بن عبيد), né en 1994, est un nageur algérien.

## Carrière
Aimen Benabid est médaillé de bronze du relais 4 x 100 mètres nage libre mixte aux Championnats d'Afrique de natation 2018 à Alger.